# سديم عين القط

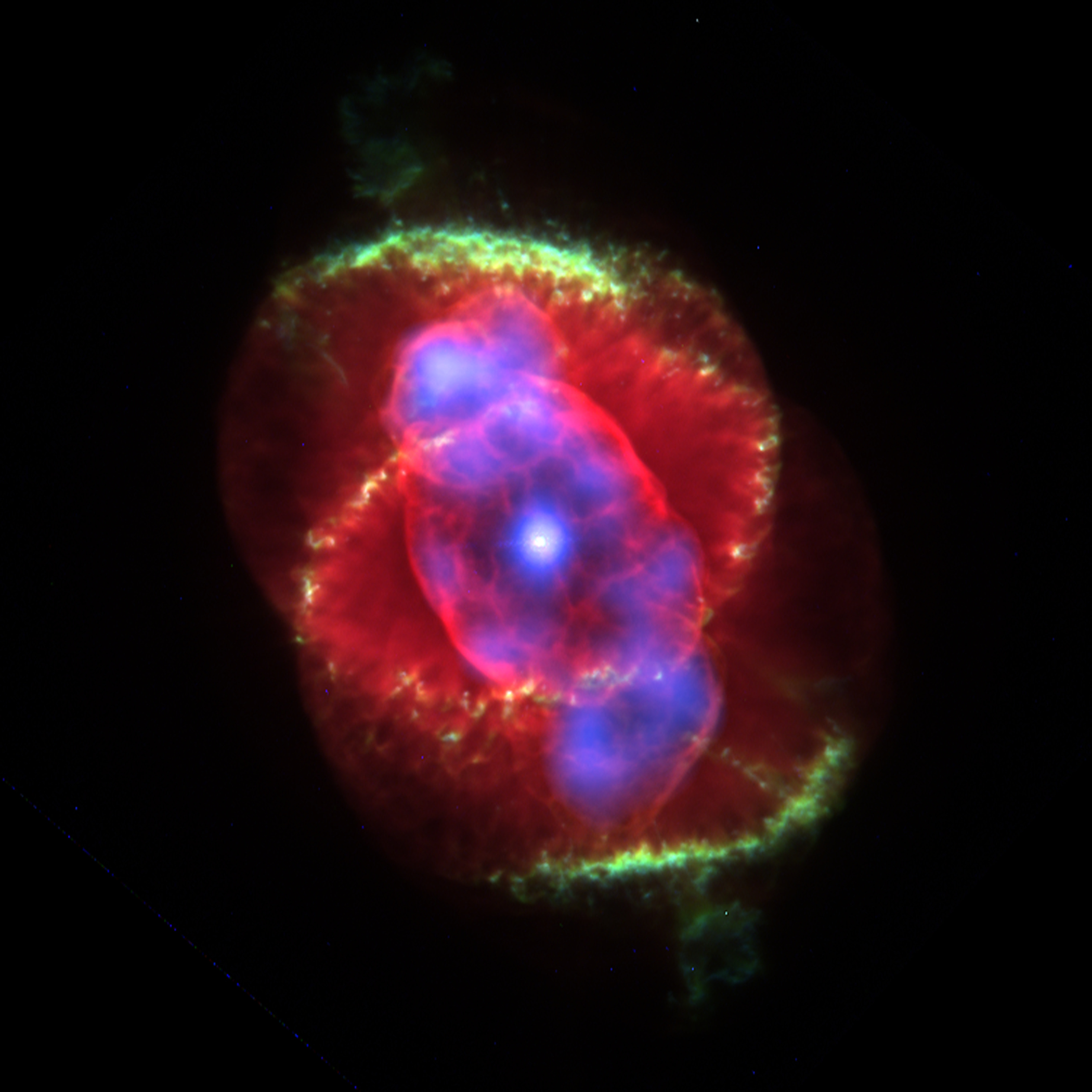
سديم عين القط. الصورة مركبة من صورتين متتطابقتين ،واحدة من تلسكوب هابل الفضائي للضوء المرئي والأخرى من مرصد شاندرا الفضائي للأشعة السينية.

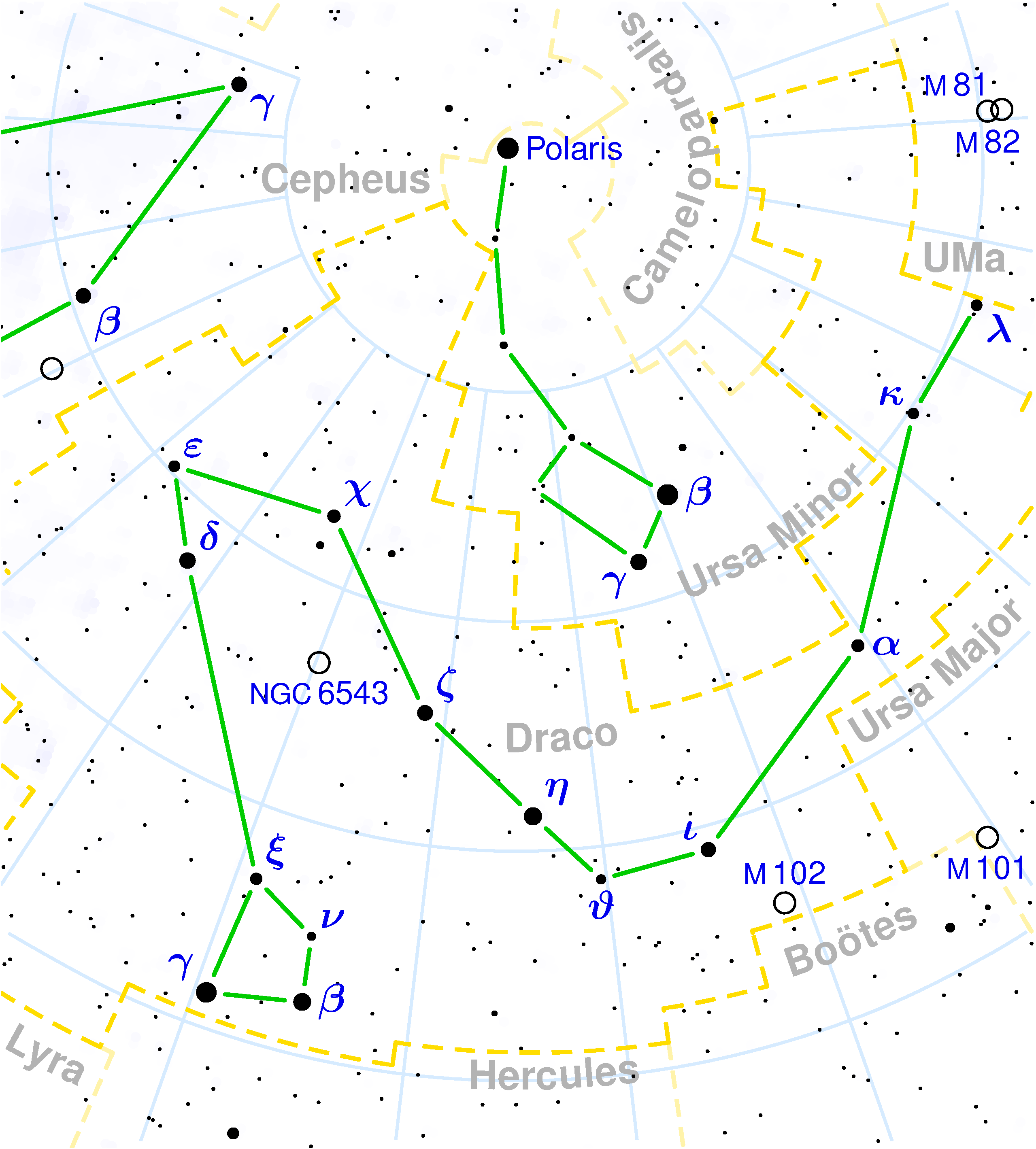
موقع سديم عين القط NGC 6543 في كوكبة التنين.

سديم عين القط (بالإنجليزية: Cat's eye nebula) هو سديم كوكبي يتكون من نجم يحتضر ويقذف غازات وغبارًا. يمثل سديم عين القط مرحلة نهائية وجيزة ورائعة من حياة نجم شبيه بالشمس. يقذف هذا النجم على مراحل متسلسلة طبقات من الغاز المتوهج، وهو جذاب ويتألق في الفضاء النجمي على بعد 3300 سنة ضوئية من الأرض. ويشير التطابق المتناظر لحلقاته المضيئة اللامعة إلى حركة بدارية، التي قد تكون ناشئة عن نجم مزدوج وليست ناشئة عن نجم واحد مركزي. لا يزال ذلك محط دراسة العلماء.
سديم عين القط يسمى أيضًا (NGC 6543) طبقًا للفهرس العام الجديد. اكتشفه الفلكي الألماني فلهلم هرشل في 15 فبراير 1786 وكان أول سديم كوكبي يكتشف. وقد قام «وليام هيجنز» بعدها بنحو 80 عامًا (في عام 1864) بتعيين طيفه. وكان من الفلكيين الهواة.
يرجح أن النجم المركزي في هذا السديم قد أطلق هذا التشكيل الخارجي من غازات وغبار ومقذوفات عن طريق طرد طبقاته الخارجية في سلسلة من اضطرابات منتظمة استمرت نحو 1000 سنة. لكن تكَوُّن تلك الهياكل الجميلة والمعقدة ليس مفهومًا جيدًا حتى الآن. يبلغ اتساع هذه العين الكونية المرئية في هذه الصورة الحادة الواضحة من تلسكوب هابل الفضائي لأكثر من نصف سنة ضوئية. وتجرى حاليًا أرصاد لهذا السديم عبر كل نطاق الموجات الكهرومغناطيسية من نطاق الأشعة تحت الحمراء إلى نطاقالأشعة السينية. كل منها يبين أحد وجوه هذا السديم.
بالنظر إلى عين القط يكون الفلكيون وكأنهم يشاهدون مصير شمسنا، المتوجهة في مراحل عمرها نحو الدخول في مرحلة السديم الكوكبي من تطورها، حيث تصبح قرب النهاية عملاقا أحمرا من الغازات والغبار. يتوسطه في المركز ما تبقى من قلب الشمس من عناصر ثقيلة كالحديد والنيكل مكونة قزما أبيضا...في غضون حوالي 4 مليارات من السنين.
تظهر هذه الصورة الملونة بنية السديم الكوكبي: وهي سحب ضخمة من الغاز قذفها نجم ميت في انفجارات متتالية. وقد طرقت القذيفة المتطاولة للغاز المتوهج الناشئ عن انفجار حديث بغيمتين غازيتين قذفتا في انفجار أو انفجارات سابقة.

## خصائص سديم عين القط
هذه الصورة ملتقطة بواسطة تلسكوب هابل الفضائي التابع لوكالة ناسا الفضائية. يظهر سديم عين القط cat's eye كأحد أكثر السدم الكوكبية المعروفة تعقيداً ولكن ابلغ وصف وصفه القرآن الكريم بتشبيهه بالوردة التي عليها دهان.
أصبح سديم عين القط من أكثر السدم التي تمت دراستها. يبلغ سطوعه 1و8 قدر ظاهري وهو لذلك لا يمكن رؤياه بالعين المجردة. ونظرًا لكون ميله يبلغ 66° 38’ فيمكن مشاهدته من نصف الكرة الأرضية الشمالي، والتي فيها معظم المراصد الكبيرة. يوجد NGC 6543 تقريبا بالقرب من القطب الشمالي السماوي في وسط كوكبة التنين (قارن الخارطة السماوية). وبينما يبلغ اتساع جزئه الداخلي اللامع نحو 20 ثانية قوسية، يحيط بالسديم هالة كبيرة يبلغ اتساعها 4و6 دقيقة قوسية، قد طردها النجم القديم عندما كان قد وصل إلى مرحلة عملاق أحمر خلال عمره.
تبلغ كثافة الجزء الرئيسي منه نحو 5000 جسيمات في السنتيمتر المكعب وتصل درجة حرارته نحو 8000 كلفن. أما الهالة الخارجية فتبلغ درجة حرارتها نحو 15.000 كلفن ولكن كثافتها أقل بكثير.,
النجم الذي يتوسط السديم من الفئة الطيفية O وتبلغ درجة حرارته نحو 80.000 كلفن، ويبلغ ضياؤه نحو 10.000 مرة أشد من ضياء الشمس. ولكن قطره أصغر (65و0 مره) من قطر الشمس.
وبين التحليل الطيفي أنه يفقد مادة عن طريق ريحه النجمية السريعة. فهو يفقد نحو
3,2×10−7 كتلة شمسية كل عام - 20 ترليون طن في الثانية. وتبلغ سرعة الريح النجمية الصادرة منه 1900 كيلومتر في الثانية. وتبين الحسابات أن كتلة النجم لا تختلف كثيرًا عن كتلة الشمس، وأن كتلته كانت سابقًا نحو 5 أضعاف كتلة الشمس قبل أن يطرد طبقاته الخارجية.

## رصد أشعته تحت الحمراء
تبين أرصاد NGC 6543 في نطاق الأشعة تحت الحمراء أن الغبار البين نجمي منخفض في درجة الحرارة. ويبدو أنه قد تكون خلال المراحل الأخيرة من عمر النجم الأصلي، والذي كان يقدر أكبر بنحو 5 مرات من كتلة شمسية.
يمتص هذا الغبار الضوء الصادر من النجم المركزي ويحوله إلى أشعة تحت الحمراء. وقد تمكن العلماء استنتاج أن درجة حرارة الغبار تصل إلى 70 كلفن فقط.
وتدل قياسات الأشعة تحت الحمراء المنبعثة منه على وجود مادة غير متأينة مثل جزيئات الهيدروجين [H2]. في العادة يكون إصدار الضوء من جزيئات حول السدم الكوكبية أكثر ما يمكن عند أطراف السديم، أما في سديم عين القط فيبدو أن أشد إصدار أشعة تحت الحمراء من جزيئات الهيدروجين صادر من الجزء الداخلي للهالة الخارجية. وربما كانت هناك تصادمات لموجات تصادمية مختلفة السرعات وتحتوي على جزيئات الهيدروجين H2، بحيث ينشأ عن تصادمها أشعة تحت الحمراء.

## ارصاد الضوء المرئي والأشعة فوق البنفسجية
رصدت الأشعة الآتية من سديم عين القط في نطاقي الضوء المرئي والأشعة فوق البنفسجية، واستخدمت تلك الصور الملتقطة في أطوال موجات هكرومغناطيسية مختلفة لتوضيح وتفسير التشكيل المعقد لمحتوى السديم. بالإضافة لذلك يستطيع التحليل الطيفي تعيين التركيب الكيميائي فيه.
لا تبين صورة تلسكوب هابل الفضائي ألوان السديم الحقيقية. فقد شكلت الصورة بألوان اختيارية من أجل توضيح مناطق توزيع تأين عالي أو منخفض. فالصورة مكونة من ثلاثة صور متطابقة: واحدة تبين الهيدروجين المتأين وله طول موجة 656 نانومتر (أحمر)، وصورة للنتروجين المتأين وله طول موجة 658 نانومتر (أحمر)، والصورة الثالثة للأكسجين المتأين ذو طول موجة 7و500 نانومتر (أخضر). ونظرًا لكون ألوان تلك الموجات الضوئية هي أحمر لكل من الهيدروجين والنتروجين، وأخضر للأكسجين، فقد اختيرت لهم - بغرض التوضيح - ثلاثة قنوات لونية وهي أحمر وأخضر وأزرق للتفرقة أيضًا بين الهيدروجين والنتروجين.
. ويمكن رؤية منطقتين عند أركان الصورة فيها مادة قليلة التأين.

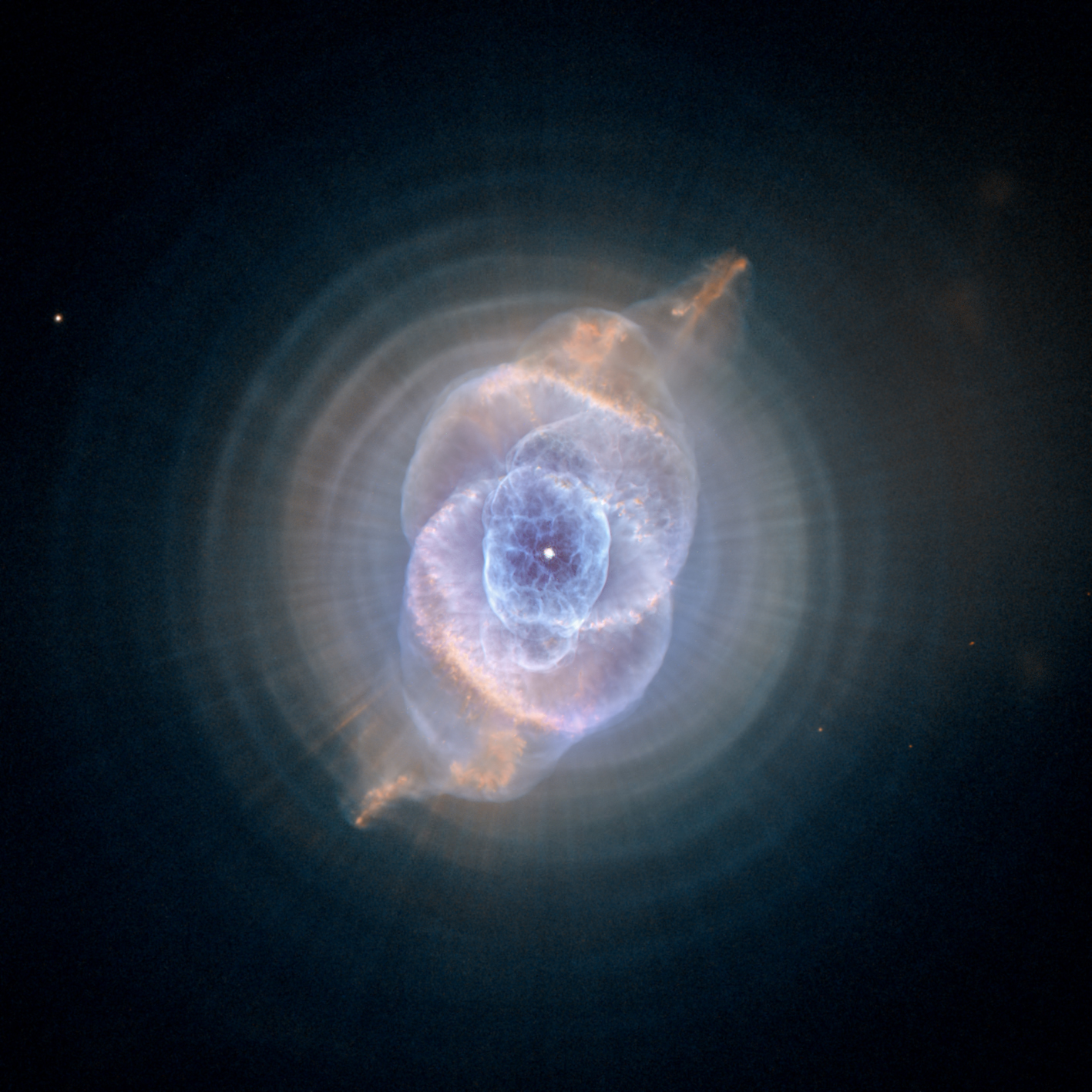
صورة بتلسكوب هابل وتظهر فيها أصدارات تبعد عن المركز نحو 1500 سنة ضوئية
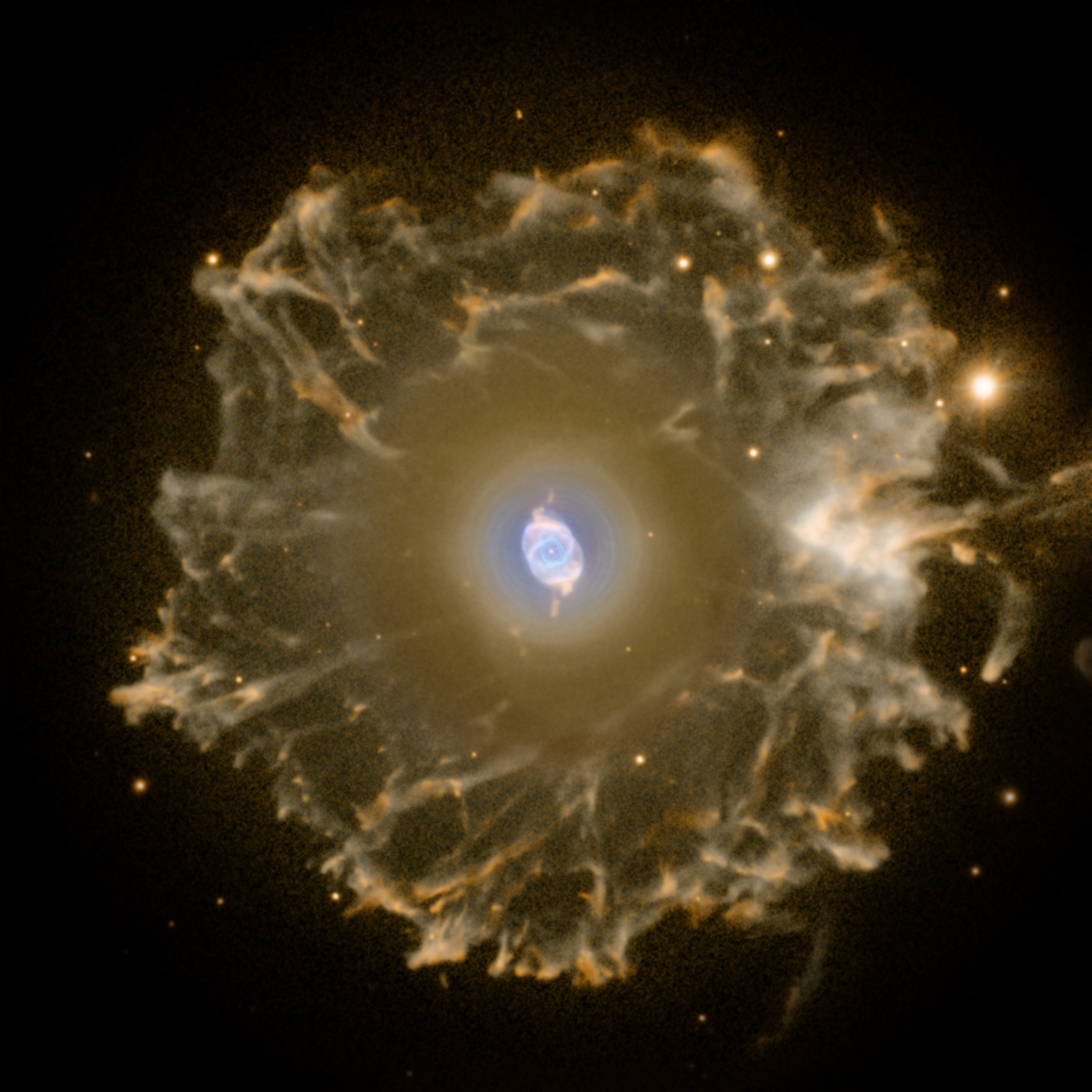
صورة بتلسكوب لا بالما جزر الكناري تبين محيط السديم، الأكسجين أزرق، والنتروجين أحمر.
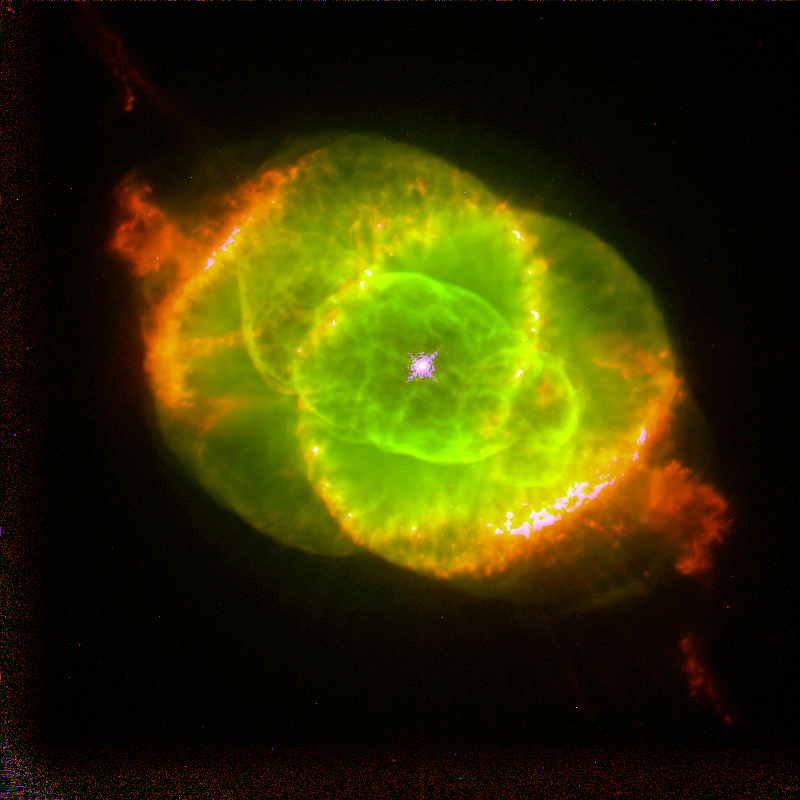
صورة بتلسكوب هابل عام 1994 تبين قرصين من المادة المخلخلة (أخضر)، متداخلين عند خطوط صفراء.

## رصد الاشعة السينية

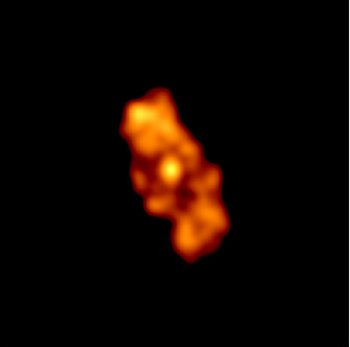
صورة للأشعة السينية الصادرة من سديم عين القط. وهي تبدو خارجة من ناحية قطبيه من نفاثتين.

رصدت الأشعة السينية الصادرة من سديم عين القط بواسطة مرصد شاندرا الفضائي للأشعة السينية في عام 2001 وتبين وجود غاز شديد الحرارة فيه. تصل درجة الحرارة في المنطقة داخلية للسديم إلى نحو 1.700.000كلفن. والصورة الموجودة في أول المقال هي مشكلة من صورة ضوئية من تلسكوب هابل الفضائي وصورة لأشعة إكس التقطها تلسكوب شاندرا للأشعة السينية. ويبدو أن الغاز شديد الحرارة ينتج بسبب تصادم بين ريح نجمية شديدة تصادمها مع الغاز المطرود سابقًا من النجم. وربما كانت تلك الريح النجمية هي السبب في كون الفقاعة الداخلية للسديم تعتبر خالية من المادة.
بواسطة الرصد بتلسكوب شاندرا أمكن تعيين مصدر الأشعة السينية فيه وهي تنطبق على مكان النجم المركزي. وتبين قياساته أن طاقة اشعة إكس التي يصدرها النجم إنما هي طيف يبلغ كطاقته بين 5و0 إلى 0و1 كيلو إلكترون فولت keV. للنجم غلاف ضوئي تصل درجة حرارته نحو 100.000 كلفن وهذا أمر غريب. فإن نجمًا عاديًا - مثل الشمس مثلًا - لا يُصدر في العادة أشعة إكس قوية ولا «فوتوسفير» ساخن إلى هذا الحد، بحيث تحير العلماء عن كيفية صدور هذه الأشعة الشديدة من نجم هذا السديم. وقد تكون هذه الأشعة ناشئة من قرص تقلصي ساخن حوله في نظام نجم مزدوج 
(النظام المزدوج يتكون في العادة من نجم متنفخ مرتبطًا بنجم شديد الجاذبية بحيث يلتقط من النجم المنتفخ أجزاء من غلافة الخارجي فتنجذب إليه بسرعة متزايدة وتدو حوله في قرص من الغاز والغبار. يولد ذلك مجالًا مغناطيسيًا شديدًا (مثل الدينامو) فتنطلق أجزاء من الغاز المتأين التي تدور في القرص حول النجم شديد الجاذبية من جهة قطبه أو قطبيه في شكل نفاثة. تتولد أشعة إكس في هذه النفاثة تحت تأثير مجالات مغناطيسية شديدة تعمل على تسريع إلكترونات وبروتونات إلى سرعات عالية جدًا وعند تصادمها تنتج الأشعة السينية.)

## مكوناته
يتكون معظم سديم عين القط من الهيدروجين والهيليوم وقليل جدًا من العناصر المعدنية (معدنيته منخفضة).
وتبلغ نسبة الهيليوم إلى الهيدروجين فيه 0,12، ونسبة كل من الكربون والنتروجين 3×10−4 والأكسجين  إلى الهيدروجين 7×10−4.
تلك البيانات تنطبق على السدم الكوكبية بصفة عامة. وتبلغ فيها نسبة الكربون والنتروجين والأكسجين أكبر من نسبتهم في الشمس، حيث يُزيد اندماج الهيليوم الجاري في قلب النجم نسبة تلك العناصر، قبل أن يطردها النجم في هيئة سحابة تحيط بالسديم الكوكبي.
عن طريق التحليل الطيفي لضوء NGC 6543 أمكن التعرف على مناطق صغيرة فيه غنية بالعناصر الثقيلية.

## حركته وهيئته
NGC 6543 هو سديم معقد وآليات تكوينه لا تزال تحت البحث.

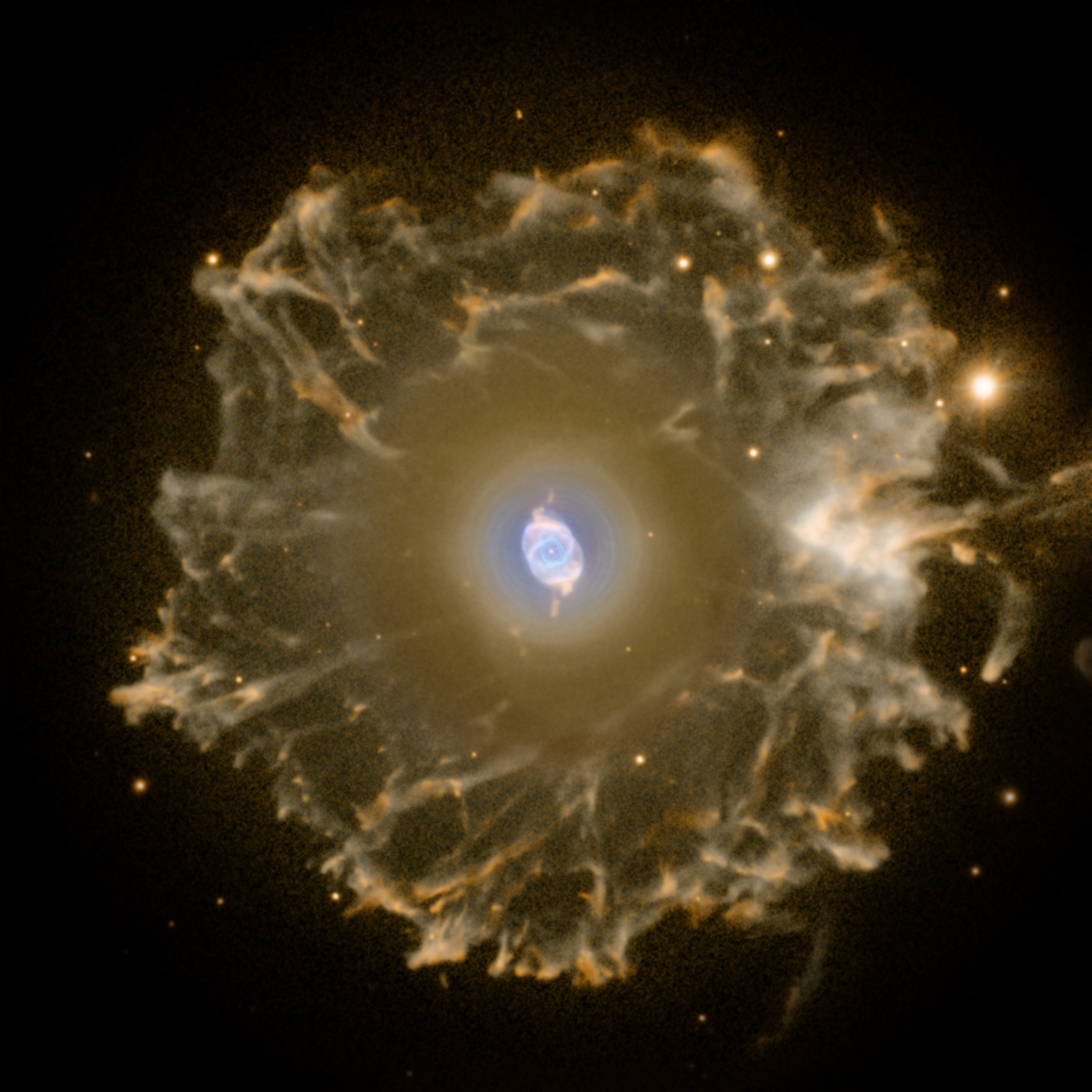
صورة بتلسكوب لا بالما بجزر الكناري تبين المحيط البعيد للسديم، الأكسجين (أزرق)، والنتروجين (أحمر).

ويبدو أن التفاعل بين رياحه النجمية والمادة المطرودة منه هي السبب الرئيسي في وجود المناطق شديدة اللمعان فيه. فهي تنتج اشعة إكس. وقد أدت الرياح النجمية إلى إخلاء المنطقة الداخلية منه من المادة مما أدى إلى تكون «الفقاعتين» عند منطقتيه القطبيتين.
ويعتقد العلماء في وجود مؤشرات لأن يكون النجم المركزي ليس نجمًا منفردًا وإنما نظام لـنجم ثنائي. فمن الممكن أن يكون قرص تجاذبي قد تكون حول أحدهما عن طريق تبادل للمادة بين النجمين. وهذا يمكن أن ينتج النفاثتين القطبيتين، التي تؤثر على ما طرد من مادة من قبل. وعن طريق الحركة البدارية لمحور النجم يتغير بذلك أيضًا اتجاه النفاثتين.
ويمكن التحقق من وجود 11 حلقة مركزية خارج المنطقة الداخلية اللامعة ، وقد طردوا قبل تكوّن السديم الكوكبي. فقد كان النجم آنذاك في مرحلة سديم فائق متفرعا في تطوره طبقًا لتصنيف هرتزشبرونج-راسل. ويشير التوزيع المنتظم للحلقات الكرية إلى وجود آلية في تكوينها، فيبدو أن مادة الحلقات كانت تـُطرد إلى الخارج في فترات متعاقبة منظمة، وطردت بسرعات قريبة من بعضها البعض.
خارج السديم وعلى مسافة بعيدة عن النجم توجد هالة ضعيفة الإضاءة حوله. هذه الهالة قد تكونت قبل أن يتكون السديم الرئيسي (أنقر صورة مرصد لا بالما أعلاه).

## بعده عنا
من أحد المصاعب التي تواجه العالم الفلكي هو تعيين المسافة بيننا وبينه بدقة. فالطرق المعتادة لا تؤدي دائما إلى التقدير الصحيح.
ولكن أتاح بتلسكوب هابل الفضائي خلال السنوات الماضية طريقة جديدة لتعيين البعد. فلأن السدم الكوكبية تتمدد وتتسع فإن رصدها عبر عدة سنوات تتيح فرصة لرصدها بدقة عالية. وتغيرها يكون عادة صغيرا جدا (عدة 1/1000 من الثواني القوسية). وعن طريق قياس وتحليل تأثير دوبلر يمكن تعيين سرعة تمدد السديم في أتجاهنا. وبمقارنة تلك السرعة بتغير اتساع السديم على صفحة السماء يمكن تعيين بعده عنا.
وقد استخدمت الصور التي قام تلسكوب هابل الفضائي بتصويرها لسديم عين القط خلال عدة سنوات لتقدير بعده عنا. يتمدد السديم بمعدل 10 ثوان قوسية كل سنة وتبلغ سرعة تمدده في اتجاهنا نحو 4و16 كيلومتر في الثانية.
من تلك المعاومات فقد قدرت المسافة بينه وبيننا بنحو 1000 فرسخ فلكي، أي ما يعادل يعادل 3×1013 كيلومتر أو نحو 3300 سنة ضوئية.

## عمــــره
يمكن تعيين عمر السديم من رصد تغير حجمه مع الزمن. فإذا افترضنا أن السديم كان دائما يتمدد بنفس معدله الذي نراه الآن حيث يتمدد بسرعة 1/100 ثانية قوسية في السنة، ووصل اتساع قطره 20 ثانية قوسية، فيكون عمره نحو 1000 سنة (منذ بدء انفجاره واتساعه). ولكن هذا التقدير يعتبر حدا أقصى حيث أن سرعة تمدده تقل مع الزمن. ويحدث هذا الانخفاض في سرعته مع مرور الوقت إلى اصطدام المادة المطرودة من السديم بالوسط بين النجمي، وربما أيضًا لاصطدام المادة المطرودة منه بمواد مطرودة منه في أوقات سابقة.

## الوضع الحالي للبحث العلمي

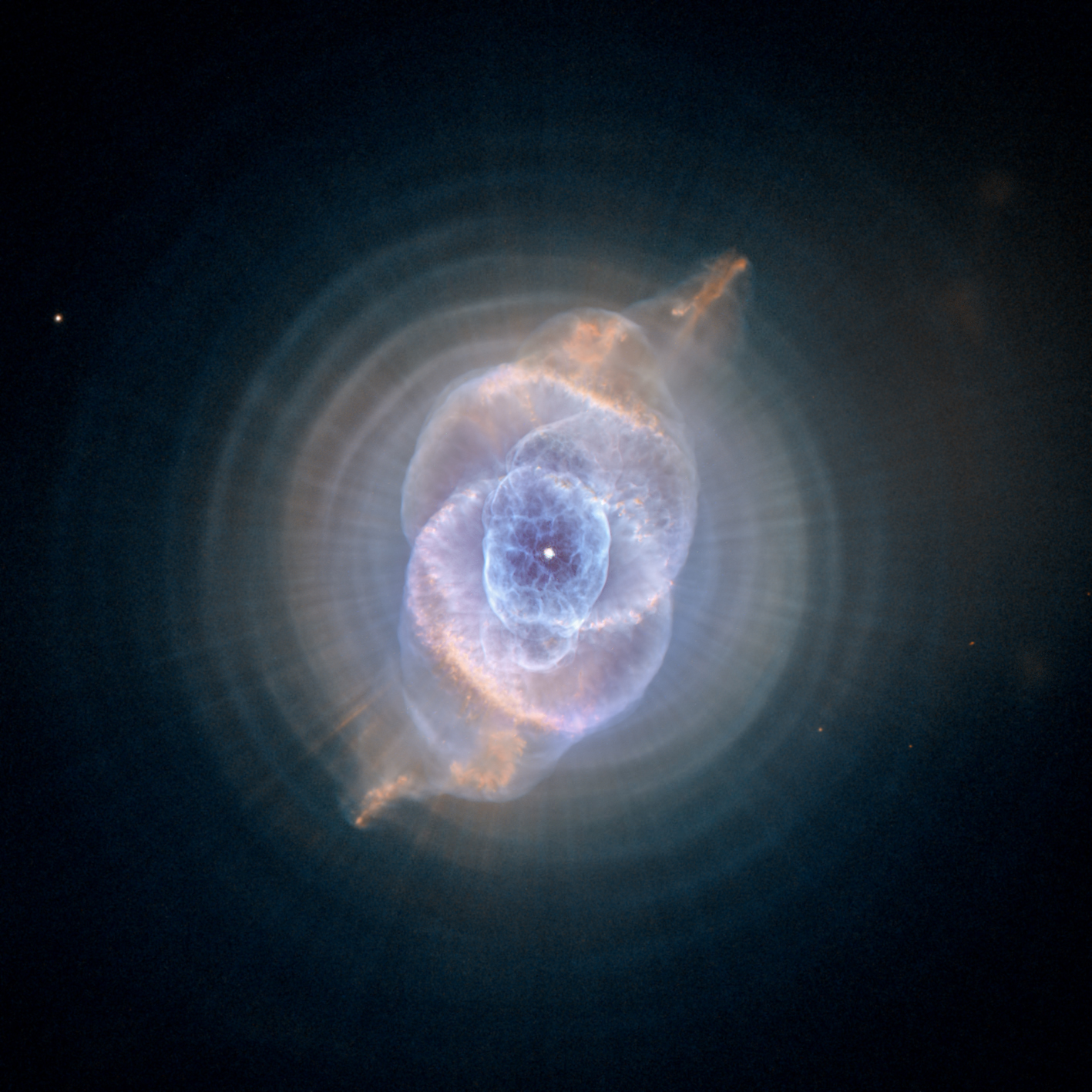
حلقات غازية متعاقبة حول الجزء الداخلي من سديم عين القط (صورة من تلسكوب هابل الفضائي بالكاميرا ACS.

على الرغم أن سديم عين القط قد حاز على قسط كبير من بحث العلماء إلا أنه لا تزال هناك عدة أسئلة تنتظر الإجابة عليها. فيتبين من الحلقات المتتالية التي تحيط بالجزء الداخلي للسديم أنها نشأت وطردت منه عبر عدة مئات من السنين. ومن الصعب تفسير تلك المرحلة. فإن انتفاضاته الحرارية التي بدأت مع السديم الكوكبي فهي تحتاج إلى فترات تقدر بعدة آلاف من السنين بينما نبضاته الصغيرة تحدث كل عدة مئات من السنين. فإننا لازلنا لا نعرف آلية العمليات التي أدت إلى تكون الحلقات المتتالية حوله.
يتكون طيف سديم كوكبي من خطوط طيف انبعاث. وهي تنشأ إما عن اصتدام أيونات ببعضها البعض أو عودة ارتباط الإلكترونات بالأيونات. وتكون الخطوط الناشئة عن التصادم أشد من تلك التي تنشأ عن عودة ارتباط الإلكترونات بالأيونات. لذلك فقد استخدمت من قبل بغرض تعيين التركيب الكيميائي للسديم.
وتشير الدراسات الأخيرة إلى أن خطوط الطيف الناشئة عن عودة ارتباط الأيونات بالإلكترونات في سديم عين القط أشد نحو ثلاثة مرات من الخطوط الناشئة عن تصادم الأيونات. ويختلف العلماء في تفسير هذا الاختلاف بين شدتي الطيفين. وتختلف التفسيرات حاليًا بين مناطق تتكون من عناصر ثقيلة تحدث فيها التصادمات، إلى افتراض تغيرات كبيرة تحدث في درجة الحرارة . ولا يزال الباحثون مستمرون في الرصد والمشاهدة وتحليل البيانات بغرض تفسير تلك الظواهر.

## اقرأ أيضا
| - سديم الجبار - سديم الحلقة - سديم كوكبي - التنين (كوكبة) - سديم الدجاجة الجارية - سديم الروح - سديم النملة | - سديم الساعة الرملية - سديم الإسكيمو - سديم الفراشة - سديم زحل - سديم النفاثتين - سديم القلب - بيز 1 - سديم الفراشة NGC 6302 |  |

## وصلات خارجية
- Cat's Eye Nebula Release at ESA/Hubble
- Cat's Eye Nebula images at ESA/Hubble مجموعة كبيرة من صور التقطها تلسكوب هابل الفضائي.
- Chandra X-Ray Observatory Photo Album: NGC 6543
- صورة اليوم الفلكية
  - The Cat's Eye Nebula October 31, 1999
  - Halo of the Cat's Eye 2010 May 9
- Hubble Probes the Complex History of a Dying Star—HubbleSite article about the Cat's Eye Nebula.
- NGC6543 The Cats Eye Nebula
- Hubble's Color Toolbox: Cat's Eye Nebula—article showing image composite process used to produce an image of the nebula